# Phyllomedusa
Phyllomedusa es un género de anfibios de la familia Phyllomedusidae.
Habita en Centro y Sudamérica.

## Especies
Se reconocen las 31 siguientes según ASW:
- Phyllomedusa atelopoides Duellman, Cadle & Cannatella, 1988
- Phyllomedusa ayeaye (Lutz, 1966)
- Phyllomedusa azurea Cope, 1862
- Phyllomedusa bahiana Lutz, 1925
- Phyllomedusa baltea Duellman & Toft, 1979
- Phyllomedusa bicolor (Boddaert, 1772)
- Phyllomedusa boliviana Boulenger, 1902
- Phyllomedusa burmeisteri Boulenger, 1882
- Phyllomedusa camba De la Riva, 1999
- Phyllomedusa coelestis (Cope, 1874)
- Phyllomedusa distincta Lutz, 1950
- Phyllomedusa duellmani Cannatella, 1982
- Phyllomedusa ecuatoriana Cannatella, 1982
- Phyllomedusa iheringii Boulenger, 1885
- Phyllomedusa perinesos Duellman, 1973
- Phyllomedusa sauvagii Boulenger, 1882
- Phyllomedusa tarsius (Cope, 1868)
- Phyllomedusa tetraploidea Pombal & Haddad, 1992
- Phyllomedusa tomopterna (Cope, 1868)
- Phyllomedusa trinitatis Mertens, 1926
- Phyllomedusa vaillantii Boulenger, 1882
- Phyllomedusa venusta Duellman & Trueb, 1967